# Gouvernement d'Union nationale (Luxembourg)
Pour les articles homonymes, voir Gouvernement d'unité nationale.
 (juillet 2023).
Si vous disposez d'ouvrages ou d'articles de référence ou si vous connaissez des sites web de qualité traitant du thème abordé ici, merci de compléter l'article en donnant les références utiles à sa vérifiabilité et en les liant à la section « Notes et références ».
Gouvernement de la Libération Gouvernement Dupong-Schaus
Le gouvernement d’Union nationale (luxembourgeois : Regierung vun der Nationaler Unioun), est le gouvernement du Luxembourg en fonction du 14 novembre 1945 au 1er mars 1947.

## Les élections
Les élections du 21 octobre 1945 marquent le retour à une vie politique normale. Le rêve de l’Unio'n de former un rassemblement au-dessus des partis échoue. Les partis se sont reconstitués sur une base nouvelle. L’ancien Parti de la droite se présente comme le Parti chrétien-social. La nouvelle appellation CSV – Chrëschtlech-Sozial-Vollékspartei traduit la volonté de devenir davantage un parti populaire qui défend les intérêts de toutes les catégories sociales. L’ancien parti ouvrier s’inspire de l’exemple du travaillisme anglais pour se restructurer sous le nom de LSAP – Lëtzebuerger Sozialistesch Arbechter Partei. Le Parti communiste luxembourgeois sort de la clandestinité et reprend son activité. Seul l’ancien Parti libéral a du mal à se reformer. Les libéraux rejoignent finalement le Groupement démocratique, un rassemblement fondé par des résistants. Les résultats des élections du 21 octobre 1945 démentent ceux qui, les mois précédents, avaient violemment critiqué le gouvernement : les hommes de Londres – Dupong, Bech, Krier et Bodson – sont élus premiers ou deuxièmes de leur liste. Le CSV récolte 41,41 % des voix. Le Groupement obtient 16,74 % des suffrages. Le Parti communiste, qui a gagné beaucoup de sympathies par sa résistance inflexible au régime nazi, réalise le meilleur résultat de son histoire avec 13,49 %. Seuls les socialistes perdent par rapport aux élections d’avant-guerre : 25,96 % contre 31,65 % en 1937. Malgré la défaite du LSAP, l’ancienne coalition dispose d’une majorité confortable au sein du nouveau Parlement. Néanmoins, Dupong décide de tenir compte du large sentiment de solidarité nationale qui règne parmi la population après l’épreuve de la guerre et tente de former un gouvernement d’union nationale dans lequel tous les partis seront représentés. Le gouvernement d’union nationale se maintient pendant 16 mois. Les remaniements seront dus au remplacement de l’indépendant Guillaume Konsbruck par un ministre chrétien-social et aux décès de Charles Marx (13 juin 1946) et de Pierre Krier (20 janvier 1947).

## Composition

### Initiale (14 novembre 1945)
| Portefeuille | Titulaire | Titulaire                                 | Parti |
| --- | --------- | ----------------------------------------- | ----- |
| Ministre d'État Président du gouvernement (Administration centrale, Force armée, Police locale étatisée, Épuration, Finances) |           | Pierre Dupong                             | CSV   |
| Ministre des Affaires étrangères (Viticulture)                                                                                |           | Joseph Bech                               | CSV   |
| Ministre du Travail, de la Prévoyance sociale et des Mines (Sécurité sociale, Reconstruction)                                 |           | Pierre Krier                              | LSAP  |
| Ministre de l'Éducation nationale (Cultes, Arts et Sciences, Agriculture)                                                     |           | Nicolas Margue                            | CSV   |
| Ministre de la Justice (Bâtiments et Voirie, Transports et Électricité)                                                       |           | Victor Bodson                             | LSAP  |
| Ministre du Ravitaillement et des Affaires économiques (Commerce, Industrie et Métiers)                                       |           | Guillaume Konsbruck                       | SE    |
| Ministre de l'Intérieur (Dommages de guerre)                                                                                  |           | Eugène Schaus                             | GD    |
| Ministre de l'Assistance sociale et de la Santé publique (Mondorf-État, Rapatriement, Éducation physique)                     |           | Charles Marx (jusqu'au 13/06/1946)        | KPL   |
| Ministre de l'Assistance sociale et de la Santé publique (Mondorf-État, Rapatriement, Éducation physique)                     |           | Dominique Urbany (à partir du 22/06/1946) | KPL   |

### Remaniement du 29 août 1946
- Les nouveaux ministres sont indiqués en gras, ceux ayant changé d'attributions en italique.

| Portefeuille | Titulaire | Titulaire                          | Parti |
| --- | --------- | ---------------------------------- | ----- |
| Ministre d'État Président du gouvernement (Administration centrale, Force armée, Police locale étatisée, Épuration, Finances)                       |           | Pierre Dupong                      | CSV   |
| Ministre des Affaires étrangères (Viticulture) |           | Joseph Bech                        | CSV   |
| Ministre du Travail, de la Prévoyance sociale et des Mines (Sécurité sociale, Reconstruction)                                                       |           | Pierre Krier (jusqu'au 20/01/1947) | LSAP  |
| Ministre de l'Éducation nationale (Cultes, Arts et Sciences, Agriculture)                                                                           |           | Nicolas Margue                     | CSV   |
| Ministre de la Justice (Bâtiments et Voirie, Transports et Électricité ; Travail, Prévoyance sociale, Mines, Sécurité sociale, Reconstruction a.i.) |           | Victor Bodson                      | LSAP  |
| Ministre de l'Intérieur (Dommages de guerre) |           | Eugène Schaus                      | GD    |
| Ministre de l'Assistance sociale et de la Santé publique (Mondorf-État, Rapatriement, Éducation physique)                                           |           | Dominique Urbany                   | KPL   |
| Ministre du Ravitaillement et des Affaires économiques (Commerce, Industrie et Métiers)                                                             |           | Lambert Schaus                     | CSV   |

## La politique extérieure
L’armée luxembourgeoise franchit la frontière germano-luxembourgeoise et occupe les circonscriptions de Bitburg et Saarburg les 11 et 13 novembre. Les soldats du Grand-Duché sont des sous-occupants au sein de la zone d’occupation française. En participant à la politique d’occupation, le gouvernement luxembourgeois entend non seulement accomplir ses obligations internationales, mais également poursuivre des intérêts nationaux. En effet, l’occupation doit préparer une éventuelle annexion territoriale. Le gouvernement d’union nationale subit la pression des milieux de la Résistance, qui réclament la « désannexion » des territoires que l’ancien duché de Luxembourg a perdus au congrès de Vienne. En 1946 et en 1947, les représentants du Grand-Duché déposent un mémorandum à la Conférence des ministres des Affaires étrangères alliés, dans lequel ils revendiquent la cession d’une bande frontalière de 5 à 10 km. Ceci donnerait au Grand-Duché la propriété exclusive des rivières de l’Our, de la Sûre et de la Moselle en vue de leur aménagement hydroélectrique, ainsi que le contrôle de plusieurs lignes de communication ferroviaires et routières. Ces revendications territoriales sont accompagnées de desiderata économiques destinés à assurer l’approvisionnement de la sidérurgie luxembourgeoise en combustible. Mais au grand dam des milieux patriotiques et économiques, les Alliés ignorent les velléités d’agrandissement du Grand-Duché. Même au sein de la coalition gouvernementale, la politique annexionniste ne fait pas l’unanimité.

## La politique intérieure
Sur le plan de la politique intérieure, le programme gouvernemental prévoit la nationalisation des chemins de fer, l’extension de la Sécurité sociale, l’adaptation des salaires et des traitements à l’évolution des prix, la généralisation et l’uniformisation des allocations familiales. Sur le plan de la politique économique, la priorité est donnée à la relance de la production agricole et industrielle. Les installations sidérurgiques n’ont pas trop souffert de la guerre, mais l’approvisionnement en charbon s’avère difficile. Sur les 31 hauts-fourneaux luxembourgeois, seuls cinq fonctionnent en septembre 1945. Au cours de l’année 1946, la situation s’améliore. En février 1947, la sidérurgie atteint 80 % de la production d’avant-guerre. Après la Libération se pose également la question de l’avenir des chemins de fer luxembourgeois. L’administration civile allemande avait imposé une unification du réseau luxembourgeois. Au lendemain de la guerre, la France et la Belgique manifestent leur intérêt à reprendre l’infrastructure ferroviaire du Grand-Duché. Quant au gouvernement luxembourgeois, il favorise la solution de l’exploitation par une société d’économie mixte avec participation majoritaire de l’État luxembourgeois. Le 17 avril 1946, la France, la Belgique et le Luxembourg signent une convention ferroviaire qui confie la gestion du réseau à une société de droit luxembourgeois, la Société nationale des chemins de fer luxembourgeois, dite CFL, dans laquelle l’État luxembourgeois détient 51 % du capital et les deux autres partenaires chacun 24,5 %.
Le gouvernement d’union nationale se caractérise par l’absence d’une opposition parlementaire, ce qui ne manque pas de créer une situation malsaine. Aussi le mécontentement à l’égard de la politique gouvernementale s’articule-t-il en dehors du Parlement. Ainsi, l’affaire du « putsch » révèle un malaise grandissant dans une partie de la population. Le 2 août 1946, le gouvernement fait arrêter quatre officiers de l’armée luxembourgeoise et un instituteur, tous anciens résistants, sous prétexte qu’ils fomentent un coup d’État. Faute de preuves, les suspects sont libérés peu après. Le débat au sujet des chemins de fer luxembourgeois finit par semer la zizanie au sein de la coalition gouvernementale. Alors que le ministre des Transports se montre favorable à une augmentation des traitements des cheminots, le ministre d’État prône des mesures de rationalisation et dénonce la gabegie. Le décès de Pierre Krier le 20 janvier 1947 accentue la crise gouvernementale. À la suite de la démission du gouvernement d’union nationale, les socialistes et les communistes, qui se distancient aussi de la politique militaire du Parti chrétien-social et du Groupement démocratique, retournent dans l’opposition.